# Fukuhara Ai
Fukuhara Ai (tiếng Nhật: 福原愛 – Phúc Nguyên Ái) là một tay vợt bóng bàn Nhật Bản. Fukuhara Ai sinh ngày 1 tháng 11 năm 1988, ở thành phố Sendai, tỉnh Miyagi – phía đông bắc Nhật Bản.

## Tài năng thiên phú
Thừa hưởng tài năng từ người mẹ, vốn là một vận động viên bóng bàn, Ai bắt đầu tập chơi bóng từ năm 3 tuổi và bắt đầu đi vào con đường chuyên nghiệp năm lên 10. Năm sau đó, cô trở thành tay vợt trẻ nhất từng được gọi vào đội tuyển quốc gia Nhật Bản. Năm 13 tuổi (2002), Ai lọt vào tứ kết Giải vô địch bóng bàn Nhật Bản. Năm tiếp theo (2003), Ai vào đến tận vòng thứ 5 ở Giải vô địch bóng bàn thế giới lần 47 (tại Paris, Pháp). Năm 2004, Ai còn giành được quyền tham dự Thế vận hội tại Athena sau khi vượt qua vòng loại khu vực châu Á.

## Biểu tượng
Tên của cô là Ai, trong tiếng Việt là "Ái", có nghĩa là "yêu thương". Khi còn nhỏ, mỗi lần thua cuộc cô đều oà khóc bên bàn bóng, trông rất hồn nhiên nên đối với mọi người; Ai luôn là một cô bé và thường được gọi thân mật là "Ai-chan" (愛ちゃん). Cô là một biểu tượng cho thanh niên Nhật về sự cố gắng vượt qua khó khăn trong cuộc sống. Ai từng được rước ngọn đuốc Olympic 2004 khi ngọn đuốc này tới Tokyo năm 2004.
Fukuhara Ai cũng xuất hiện trong nhiều trò chơi game ở Nhật, ví dụ như trò Fukuhara Have No Takkyû Icchokusen, chơi trên máy Playstation 2, xuất xưởng tháng 6 năm 2004.
Ai đang chơi cho câu lạc bộ Miki House Sport Club, một dạng nhà thiếu nhi sinh hoạt từ nhỏ. Cùng với đàn chị Konishi An và đàn anh Sakamoto Ryusuke, Ai đã đoạt chức vô địch đôi nữ và đôi nam nữ nhiều năm ở Nhật.
Ai cũng giành được nhiều thứ hạng cao ở Giải vô địch bóng bàn thiếu niên thế giới, cùng với đồng đội Kishikawa Seiya.
Tháng 05 năm 2011, tại giải vô địch bóng bàn thế giới tổ chức ở Rotterdam, Hà Lan, Fukuhara Ai và Kishikawa Seiya đã giành được tấm huy chương đồng quý giá ở nội dung đôi nam nữ sau 34 năm vắng bóng Nhật Bản trên đấu trường thế giới vì sự trỗi dậy mạnh mẽ của bóng bàn Trung Quốc.
Theo bảng xếp hạng của ITTF ngày 5 tháng 12 năm 2007, Ai đứng hạng 10 thế giới và là vận động viên Nhật Bản xếp hạng cao nhất.

## Đời sống cá nhân
Tháng 9 năm 2016, Fukuhara kết hôn với Chiang Hung-Chieh (tiếng Hoa: 江宏傑, tiếng Việt: Giang Hoằng Kiệt), một tuyển thủ bóng bàn người Đài Loan.
Tháng 10 năm 2017, hạ sinh con gái đầu lòng.
Tháng 10 năm 2018, Fukuhara tuyên bố giã từ sự nghiệp thi đấu chuyên nghiệp.
Tháng 4 năm 2019, hạ sinh con trai thứ hai.
Ngày 8 tháng 07 năm 2021, Fukuhara và Giang Hoằng Kiệt tuyên bố ly hôn.
Ngày 4 tháng 11 năm 2021,  được bổ nhiệm làm phó giáo sư thỉnh giảng tại Đại học Aomori.